# Liste der größten Molkereiunternehmen
Die größten Molkereiunternehmen der Welt werden von verschiedenen Instituten geschätzt.
Laut der IFCN Top-10 List: Dairy Farming Companies Worldwide 2020, Kiel, befindet sich – gemessen an der Rohmilchproduktion – auf Platz eins der saudi-arabische Nahrungsmittelhersteller Almarai mit 1,47 Mio. Tonnen p. a., gefolgt von China Modern Dairy mit 1,29 Mio. Tonnen p. a.
Jährliche Schätzungen über den Milchumsatz in Milliarden Euro werden von der Rabobank und der kanadischen Regierung durchgeführt.

## Welt 2023 (wertmäßiger Umsatz in €)
| Rang | Firma                                              | Firmensitz                          | Milchumsatz in Mrd. € (2022) |
| ---- | -------------------------------------------------- | ----------------------------------- | ---------------------------- |
| 1    | Lactalis (mit Parmalat)                            | Frankreich/ Italien                 | 27,2                         |
| 2    | Dairy Farmers of America                           | Vereinigte Staaten                  | 23,3                         |
| 3    | Nestlé                                             | Schweiz                             | 22,1                         |
| 4    | Danone                                             | Frankreich                          | 20,1                         |
| 5    | Yili                                               | Volksrepublik China                 | 17,3                         |
| 6    | Arla Foods                                         | Dänemark/ Schweden                  | 13,8                         |
| 7    | FrieslandCampina                                   | Niederlande                         | 13,7                         |
| 8    | Mengniu                                            | Volksrepublik China                 | 13,7                         |
| 9    | Fonterra                                           | Neuseeland                          | 13,4                         |
| 10   | Saputo                                             | Kanada                              | 13,0                         |
| 11   | Unilever                                           | Niederlande/ Vereinigtes Königreich | 7,9                          |
| 12   | Müller                                             | Luxemburg                           | 6,979                        |
| 13   | Gujarat Cooperative Milk Marketing Federation Ltd. | Indien                              | 6,7                          |
| 14   | Savencia                                           | Frankreich                          | 6,6                          |
| 15   | Agropur                                            | Kanada                              | 6,2                          |
| 16   | Schreiber Foods                                    | Vereinigte Staaten                  | 6,2                          |
| 17   | Sodiaal                                            | Frankreich                          | 5,5                          |
| 18   | DMK                                                | Deutschland                         | 5,471                        |
| 19   | Froneri                                            | Vereinigtes Königreich              | 5,1                          |
| 20   | Glanbia                                            | Irland                              | 4,8                          |

Quelle: Milchindustrie-Verband/Rabobank

## Deutschland 2023 (wertmäßiger Umsatz in €)
| Rang | Firma                                                       | Umsatz in Deutschland in Mio. € |
| ---- | ----------------------------------------------------------- | ------------------------------- |
| 1    | DMK Deutsches Milchkontor GmbH                              | 5.500 (2022)                    |
| 2    | Unternehmensgruppe Theo Müller S.e.c.s.                     | 3.200 (2022)                    |
| 3    | Hochland SE                                                 | 2.200 (2022)                    |
| 4    | Hochwald Foods GmbH                                         | 1.975 (2022)                    |
| 5    | Arla Foods GmbH                                             | 1.737 (2022)                    |
| 6    | Fude + Serrahn Milchprodukte GmbH & Co. KG                  | 1.700 (2022)                    |
| 7    | Molkerei Ammerland eG                                       | 1.679 (2022)                    |
| 8    | FrieslandCampina Germany GmbH                               | 1.157 (2022)                    |
| 9    | Uelzena eG                                                  | 1.077 (2022)                    |
| 10   | Lactalis Deutschland GmbH                                   | 1.040 (2022)                    |
| 11   | Zott SE & Co. KG                                            | 1.025 (2022)                    |
| 12   | Bayernland eG                                               | 1.000 (2022)                    |
| 13   | Meierei Barmstedt eG                                        | 926 (2022)                      |
| 14   | frischli Milchwerke GmbH                                    | 884 (2022)                      |
| 15   | Meggle Group GmbH                                           | 880 (2022)                      |
| 16   | Molkerei Gropper GmbH & Co. KG                              | 850 (2022)                      |
| 17   | Rücker GmbH + Ostsee-Molkerei Wismar GmbH                   | 823 (2022)                      |
| 18   | Bayerische Milchindustrie eG                                | 818 (2022)                      |
| 19   | Privatmolkerei Bechtel – Naabtaler Milchwerke GmbH & Co. KG | 800 (2022)                      |
| 20   | Goldsteig Käserei Bayerwald GmbH                            | 716 (2022)                      |

## Schweiz 2022 (verarbeitete Milchmenge in Mio. kg)
Folgende sechs Molkereien verarbeiten rund 90 % der Molkereimilchmenge und 60 % der gesamten Milchmenge der Schweiz.
| Rang | Firma                                                              | Verarbeitete Milchmenge in der Schweiz in Mio. Kilogramm |
| ---- | ------------------------------------------------------------------ | -------------------------------------------------------- |
| 1    | Emmi AG — Division Schweiz                                         | 904 (2022)                                               |
| 2    | Cremo SA                                                           | 359 (2022)                                               |
| 3    | Elsa Group                                                         | 310 (2022)                                               |
| 4    | Hochdorf Swiss Nutrition AG                                        | 240 (2022)                                               |
| 5    | Züger Frischkäse AG                                                | 166 (2022)                                               |
| 6    | Nestlé Suisse SA (inkl. Lactalis Nestlé Frischprodukte Schweiz AG) | 121 (2022)                                               |